# Marathon van Houston 1979
De marathon van Houston 1979 vond plaats op zondag 20 januari 1979. Het was de zevende editie van deze marathon.
De marathon werd bij de mannen gewonnen door de Amerikaan Thomas Antczak in 2:15.28. Bij de vrouwen won de Amerikaanse Sue Petersen in 2:46.17. Beide winnaars verbeterden het parcoursrecord.
In totaal finishten er 1173 marathonlopers, waarvan 1105 mannen en 68 vrouwen.

## Uitslagen

### Mannen
| rang   | naam            | land | tijd    |
| ------ | --------------- | ---- | ------- |
| Goud   | Thomas Antczak  | USA  | 2:15.28 |
| Zilver | Scott Eden      | USA  | 2:16.21 |
| Brons  | Richard Mahoney | USA  | 2:17.25 |
| 4      | David Odom      | USA  | 2:19.31 |
| 5      | William Seaver  | USA  | 2:19.51 |
| 6      | Frank Trammel   | USA  | 2:19.53 |
| 7      | Paul Oparowski  | USA  | 2:20.29 |
| 8      | Gary Romesser   | USA  | 2:20.59 |
| 11     | Daryl Zapata    | USA  | 2:26.10 |
| 12     | Chris Hamer     | USA  | 2:29.13 |

### Vrouwen
| rang   | naam           | land | tijd    |
| ------ | -------------- | ---- | ------- |
| Goud   | Sue Petersen   | USA  | 2:46.17 |
| Zilver | Donna Burge    | USA  | 2:54.15 |
| Brons  | Marie Albert   | USA  | 2:56.56 |
| 4      | Judy Ikenberry | USA  | 2:57.06 |
| 5      | Vanessa Vajdos | USA  | 2:57.54 |

1972 ·
1973 ·
1974  ·
1975 ·
1976 ·
1977 ·
1978 ·
1979 ·
1980 ·
1981 ·
1982 ·
1983 ·
1984 ·
1985 ·
1986 ·
1987 ·
1988 ·
1989 ·
1990 ·
1991 ·
1992 ·
1993 ·
1994 ·
1995 ·
1996 ·
1997 ·
1998 ·
1999 ·
2000 ·
2001 ·
2002 ·
2003 ·
2004 ·
2005 ·
2006 ·
2007 ·
2008 ·
2009 ·
2010 ·
2011 ·
2012 ·
2013 ·
2014 ·
2015 ·
2016 ·
2017